# Alexandre Sarrazin de Montferrier
Alexandre André Victor Sarrazin de Montferrier, né le 31 août 1792 à Paris et mort à Argenteuil le 13 mars 1863, est un mathématicien et journaliste français.

## Biographie
Alexandre Sarrazin de Montferrier fonde en 1814 les Annales du magnétisme animal (1814-1816) ainsi que plusieurs journaux libéraux tels L'Ultra, L'Oracle français (1820), L’Ère nouvelle (1831). Directeur de la publication de La Tribune populaire (1848), on lui doit des publications sur le magnétisme, des odes et des articles politiques.
C'est chez lui que Juliette Drouet amena Victor Hugo avant sa fuite vers Bruxelles lors du coup d’État du 2 décembre 1851.

## Œuvres
- 1818 : Élémens du magnétisme animal, ou Exposition succincte des procédés, des phénomènes, et de l'emploi du magnétisme, J.-G. Dentu
- 1819 : Des Principes et des procédés du magnétisme animal, et de leurs rapports avec les lois de la physique et de la physiologie, 2 vol, J.-G. Dentu (sous le pseudonyme de M. de Lausanne)
- 1826 : L'Époque fatale, ode, Ladvocat
- 1835 : Dictionnaire des sciences mathématiques pures et appliquées par une Société d'anciens élèves de l'École polytechnique, 3 vol, Denain et Delamarre
- 1837 : Cours élémentaire de mathématiques pures, 2 vol, Bureau de la Bibliothèque ecclésiastique
- 1839 : Précis élémentaire de physique et de chimie, Bureau de la Bibliothèque ecclésiastique
- 1840 : Tables des logarithmes des nombres depuis 1 jusqu'à 10000, avec six décimales, Hachette
- 1841 : Dictionnaire universel et raisonné de marine, par une société de savans et de marins, avec Alexandre Barginet, Bureau du Dictionnaire de Marine
- 1845 : Dictionnaire des sciences mathématiques pures et appliquées, 3 vol, Hachette
- 1846 : Dictionnaire universel et raisonné de marine, 2e édition augmentée, Denain et Hachette
- 1856 : Encyclopédie mathématique, ou Exposition complète de toutes les branches des mathématiques, d'après les principes de la philosophie des mathématiques de Hoëné Wronski, 4 vol, Amyot